# Action climatique

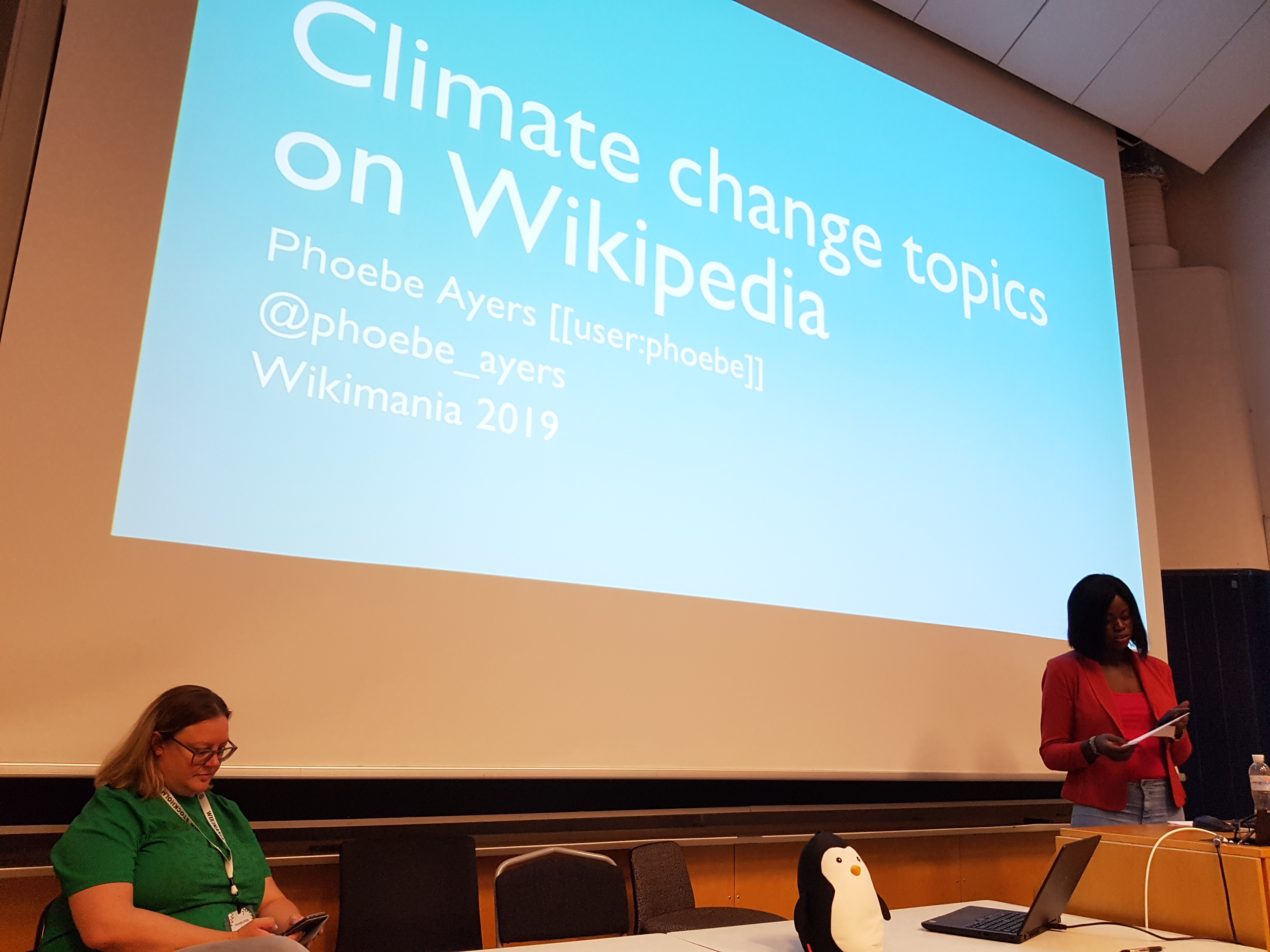
La sensibilisation est un outil pour l'action climatique.

L'action climatique (ou action contre le changement climatique) est une gamme d'activités, de mécanismes et d'instruments politiques qui visent à réduire la gravité du changement climatique induit par l'homme et ses impacts. « Plus d'action pour le climat » est une revendication centrale du mouvement pour le climat.
L'inaction climatique est l'absence d'action climatique.

## Différentes modalités
Quelques exemples d'action climatique :
- L'action des entreprises, l'action individuelle (en), l'action du mouvement pour le climat et la politique climatique,
- L'adaptation et l'atténuation du changement climatique,
- La mobilisation de financement climatique (en).

Le groupe de recherche Climate Action Tracker,poursuit l'objectif de suivre les actions des gouvernements pour parvenir à leur réduction des émissions de gaz à effet de serre au regard des accords internationaux,.